# Cœur blanc
Albums de Jul
Extraterrestre
(2022) C'est quand qu'il s'éteint
(2023)
Cœur blanc est le dix-huitième album studio du rappeur français Jul, sorti le 9 décembre 2022 sous le label D'or et de platine.

## Genèse
Quelque mois après la sortie de son album Extraterrestre, Jul annonce un nouvel album intitulé Cœur blanc pour le 9 décembre 2022. Cet album comprend 19 featurings avec des artistes internationaux tels qu'Omah Lay, Morad ou encore 3robi. « L'idée de cet album je l'avais depuis longtemps, depuis que j'avais fait 13 Organisé. Et c'est un peu une suite », explique-t-il à BFM Marseille. Avant la sortie officielle, Jul a organisé un concours permettant à 6 000 personnes de découvrir son album en avant-première au Dôme de Marseille.
Le 12 décembre 2022, la chanson-titre totalise 3 millions de vues sur YouTube. Le 23 décembre 2022, l'album atteint 55 600 exemplaires vendus, dont plus de 30 300 en physique[réf. nécessaire], permettant à l'album d'être certifié disque d'or en France.
Début janvier 2023, l'album est certifié disque de platine.

## Liste des titres
| 1.  | Namek (feat. Omah Lay)                        | 3:07 |
| 2.  | Le 100 le 100                                 | 3:03 |
| 3.  | Canette dans les mains                        | 3:12 |
| 4.  | Chocolata (feat. Elai)                        | 2:53 |
| 5.  | Forbidden                                     | 3:01 |
| 6.  | Konami                                        | 3:05 |
| 7.  | Grazie la zone (feat. Rhove)                  | 3:39 |
| 8.  | Et ça va Guy                                  | 2:57 |
| 9.  | Héros                                         | 3:59 |
| 10. | Pistolet 45 (feat. M.Huncho)                  | 3:29 |
| 11. | Cœur blanc                                    | 2:56 |
| 12. | Camouflage (feat. 3robi)                      | 2:55 |
| 13. | Le Rrrin                                      | 3:23 |
| 14. | C'est pas la mairie (feat. KVRA)              | 4:01 |
| 15. | Beuh à la noix de coco                        | 2:57 |
| 16. | Europa (feat. Elai, Rhove & Morad)            | 4:36 |
| 17. | Perché                                        | 4:01 |
| 18. | Sous tension (feat. Samara & Didine Canon 16) | 3:56 |
| 19. | La vie de rêve (feat. Mula B)                 | 2:39 |
| 20. | L'âme abimée (de Moubarak)                    | 2:57 |

| 21. | Je le savais (feat. Morad)             | 2:53 |
| 22. | Ils m'ont fait mal                     | 3:24 |
| 23. | U pistulettu                           | 3:02 |
| 24. | Bé (feat. ANNA)                        | 3:02 |
| 25. | J'ai fait le tri                       | 3:27 |
| 26. | Jhota ou mero                          | 3:19 |
| 27. | Je deviens loco                        | 3:07 |
| 28. | Mon cœur pour toi (feat. Any González) | 2:50 |
| 29. | Première League (feat. French The Kid) | 2:42 |
| 30. | N'importe quoi                         | 3:28 |
| 31. | Aqua dans la Mercedes (feat. Paky)     | 3:30 |
| 32. | Ma rue                                 | 3:27 |
| 33. | Néo                                    | 2:34 |
| 34. | Au bord de la mer                      | 3:48 |
| 35. | Potion (feat. FEDUK)                   | 2:27 |
| 36. | A.C.C.C                                | 2:35 |
| 37. | Numéro ten                             | 3:09 |
| 38. | J'ai vidé le magnum (feat. Jimmy Sax)  | 2:59 |
| 39. | Sur la selle (feat. Abduh)             | 2:49 |
| 40. | J'fais comme je peux (de Houari)       | 3:36 |

## Accueil
Le Monde décrit l'album comme suit : « Musicalement, sur cet album, Julien Mari, son véritable patronyme à l’état civil ou « le J » pour ses amis, ne change pas de formule : quelques accords à la harpe ou à la guitare en introduction, suivis d’une caisse claire éruptive et d’un BPM accéléré, pour un morceau souvent dansant mâtiné soit de baile funk soit de reggaeton. Les couchers de soleil hivernaux sur la corniche de Marseille auront donc bien leur lot de tubes, avec Canette dans les mains. »

## Titres certifiés en France
- Namek (feat. Omah Lay)  Platine[8]
- Cœur blanc  Or[9]

## Classements et certification
| Région        | Certification | Ventes/Streams |
| ------------- | ------------- | -------------- |
| France (SNEP) | 2 × Platine   | 246 732        |